# Orgelplaneten
Orgelplaneten är ett musikalbum av den svenska duon Sagor & Swing. Albumet släpptes 1 maj 2004.

## Låtar på albumet
1. "Henriks födelsedagsmelodi" - 04:36
2. "Äventyr i Alperna" - 06:50
3. "8-bitarspolskan" - 02:48
4. "Rymden på 50-talet" - 03:26
5. "Distro" - 03:21
6. "Smedjebacken by Night" - 04:29
7. "Postmodernism" - 06:27
8. "Bora bora" - 03:28
9. "Baklängesvisa" - 02:16
10. "Idiom" - 04:11

Total speltid: 41:55

## Medverkande
- Klas Augustsson - layout
- Henrik Jonsson - mastering
- Eric Malmberg - orgel, Moog och dragspel
- Ulf Möller - trummor och slagverk

### Fotnoter
1. ↑  ”Orgelplaneten”. Discogs.com. http://www.discogs.com/Sagor-Swing-Orgelplaneten/release/350769. Läst 19 maj 2012.
2. ↑  ”Orgelplaneten”. Kritiker.se. https://kritiker.se/skivor/sagor-swing/orgelplaneten/. Läst 19 maj 2012.